# Hennessey Venom F5
Pour les articles homonymes, voir Venom.
La Venom F5 est une Hypercar du préparateur automobile et constructeur automobile américain Hennessey, produite à 24 exemplaires à partir de 2021. Elle célèbre les 30 ans du constructeur fondé en 1991.

## Présentation
La Hennessey Venom F5 est présentée officiellement le 16 décembre 2020 et produite à 24 exemplaires à partir du début d'année 2021 aux États-Unis où elle est commercialisée au tarif de 2,1 millions de dollars.

## Caractéristiques techniques
Le châssis et la carrosserie sont en fibre de carbone. Elle peut dépasser les 300 mph (482 km/h) selon les informations du constructeur.

### Motorisation
La Venom F5 reçoit un V8 biturbo de 6,0 litres de cylindrée d'une puissance de 1 817 ch et d'un couple de 1 617 N m.